# Ivan Trajkovič
Ivan Trajković (1º settembre 1991) è un taekwondoka sloveno.

## Palmarès

### Mondiali
- Bronzo a Puebla 2013

### Europei
- Argento a Campionati europei di taekwondo 2012
- Bronzo a Campionati europei di taekwondo 2018